# Antoine Claudet

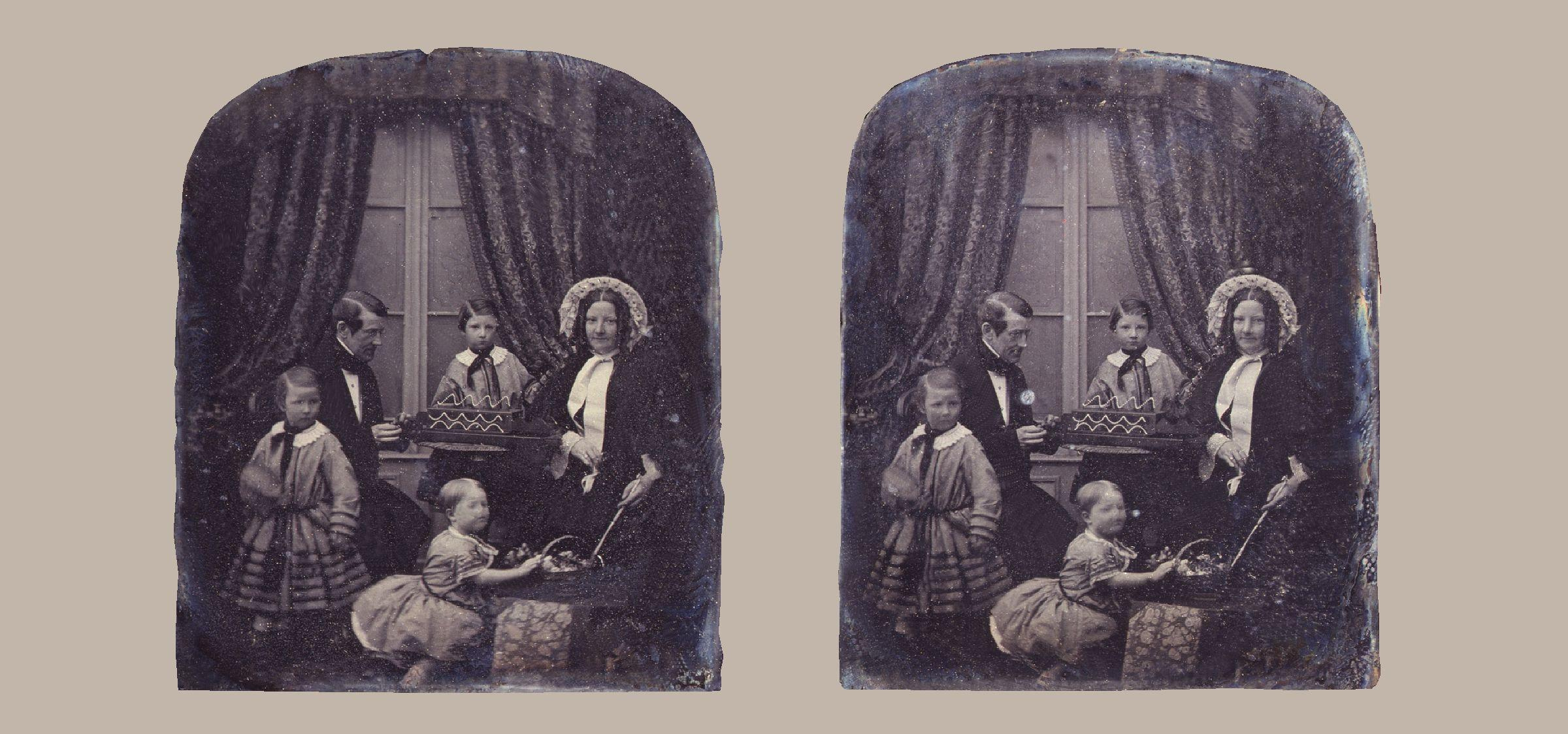
Daguerrotip estereoscòpic de Charles Wheatstone i la seva família.

Antoine François Jean Claudet (12 d'agost de 1797-27 de desembre de 1867) va ser un fotògraf francès que va realitzar la seva activitat fotogràfica a Londres i és considerat com un dels pioners de la fotografia.
Va ser deixeble de Daguerre i es va establir a Londres el 1827 encara que al principi no es va dedicar a la fotografia; des de 1839 disposava d'una llicència per usar la patent del daguerrotip, per la qual cosa va ser un dels primers fotògrafs a fer retrats a Anglaterra.

## Biografia
El 7 de juny de 1841 va presentar un mètode per reduir el temps d'exposició del daguerrotip en l'Acadèmia de Ciències, cosa que va suposar una polèmica amb Richard Beard que havia mantingut en secret el procés dissenyat per John Frederick Goddard. Aquest mateix any va obrir a la terrassa de la Royal Adelaide Gallery de Londres el que pot considerar-se com el segon estudi de retrat creat a Europa després de l'obert per Richard Beard a la terrassa de la Royal Polytechnic Institution. La rivalitat entre tots dos els va portar als tribunals: Claudet va denunciar a Beard per infringir l'exclusivitat de la seva patent del daguerrotip, ja que Beard no va comprar la seva fins al 1841.
El mètode que emprava per accelerar el procés de sensibilització a la llum del daguerrotip consistia a afegir una capa de clor en comptes de brom a la primera capa obtinguda mitjançant vapors de iode. Però aquest accelerador no va ser la seva única contribució a la fotografia, ja que va ser el primer a utilitzar il·luminació artificial i l'ús de decorats en els retrats, així com l'ús de la llum vermella per al revelat
El 1842 va estar realitzant calotips a petició de Fox Talbot però no va aconseguir l'èxit comercial esperat i va abandonar aquesta tècnica. Quan va comprar les lents Petzval, i combinar-lo amb el seu accelerador, va començar a realitzar una mitjana anual de gairebé mil daguerrotips fet que el va portar a traslladar-se a Regent Street i batejar el seu estudi com a Temple to Photography. El 1851 les seves fotografies van estar exposades a la Gran Exposició al costat d'autors com Hippolythe Bayard o Mathew Brady.
També va dissenyar diversos instruments: el 1848 el fotografòmetre que mesurava la intensitat de la il·luminació sobre la placa, el 1849 el focòmetre que permetia un enfocament exacte en els retrats i el 1858 el estereomonoscopi en resposta al descobriment de sir David Brewster, que li va permetre realitzar el primer daguerrotip estereoscòpic.
El 1853 va ser triat membre de la Royal Society i distingit amb el títol de «Fotògraf ordinari de la Reina Victoria», deu anys després Napoleó III li va atorgar un títol de cavaller de la Legió d'Honor i també va ser membre de la Societat Francesa de Fotografia. No obstant això gran part de la seva obra fotogràfica no es conserva, atès que, un any abans de la seva mort el Temple to Photography va quedar destruït en un incendi.